# Altassyrische Zeit
Als altassyrische Zeit wird ein Abschnitt der altorientalischen Geschichte bezeichnet. Er setzt mit dem Beginn der assyrischen Eponymenlisten 1975 v. Chr. ein und endet mit der Vorherrschaft Babylons über ganz Mesopotamien in der Mitte des 18. Jahrhunderts v. Chr. An sie schließt sich ein Dunkles Zeitalter an. Der Begriff wird nur für den nördlichen Teil Mesopotamiens verwendet; die zeitlich grob entsprechende Epoche der südmesopotamischen Geschichte heißt Isin-Larsa-Zeit.

## Geschichtliche Entwicklung

### Vorgeschichte
Dass die der Epoche namengebende Stadt Aššur bereits seit Mitte des 3. Jahrtausends v. Chr. besiedelt war, lässt sich durch die Überreste von Wohnhäusern aus der Akkadzeit (24.–22. Jahrhundert v. Chr.) sowie durch die Fundamente eines großen Kultbaus schließen. Seit dem 23. Jahrhundert v. Chr. sind zudem erste Schriftfunde bekannt, unter anderem durch einen steinernen Keulenkopf mit den Weihinschriften der Akkade-Herrscher Rimuš (2283–2274 v. Chr.) und Maništušu (ca. 2299–2284 v. Chr.). Man geht weitestgehend davon aus, dass Aššur in dieser Zeit zum Gebiet des Reiches von Akkade zählte, so sind unter anderem auch die Anwesenheit von Akkadern in den weiter nördlich gelegenen Siedlungen Tell Brak und Tell Mozan nachgewiesen.
Nach dem Niedergang des Reiches von Akkade um 2200 v. Chr. (keilschriftliche Quellen machen hierfür vor allem die aus dem iranischen Hochland eindringenden Elamer und die Gutäer verantwortlich) fiel die Region um Aššur zu Beginn des 21. Jahrhunderts v. Chr. offenbar den Herrschern der III. Dynastie von Ur und ihrem Reich zum Opfer.

### Entstehung eines assyrischen Handelsnetzes
Gegen Ende des 3. Jahrtausends v. Chr. erlangte Aššur in Folge des Zusammenbruchs des Reiches von Ur seine Unabhängigkeit. Die bedeutendsten Schriftfunde aus der darauf folgenden Zeit stammen nicht aus Aššur selbst, sondern aus der zentralanatolischen Stadt Kültepe. Hier wurden gegen Ende des 19. Jahrhunderts n. Chr. etwa 21.000 Keilschrifttafeln gefunden. Diese „kappadokischen Tafeln“ (benannt nach der antiken Landschaft Kappadokien, in der sie gefunden wurden) wurden entgegen der ersten Annahme, nicht in einer anatolischen Sprache, sondern in einer der ältesten Form des von den Assyrern gesprochene Akkadisch (in Anlehnung an diese Zeit auch „Altassyrisch“ genannt) beschrieben.
Aus diesen Texten erfährt man, dass sich seit der Mitte des 20. Jahrhunderts v. Chr. am Rande von Kültepe (in der Antike Kanesch genannt) eine assyrische Handelsniederlassung mit dem akkadischen Namen Karum, was sich mit „(Handels-)Kai“ übersetzen lässt, befand.
Weitere Hinweise auf die Existenz von lokalen Handelsniederlassungen im Gebiet des Oberen Habur und des Balich finden sich unter anderem in Schechna.
Dieses Handelswesen erforderte Verträge zwischen Aššur und den jeweiligen lokalen Fürsten in Anatolien und Nordsyrien. Ein wichtiger Text aus dieser Zeit stellt der Vertrag zwischen Till-Abnû, des Herrschers von Apnum und der Stadt Aššur dar.
Die wichtigsten Tauschobjekte waren Zinn aus dem iranischen Hochland und Textilien aus Südmesopotamien, während man im Gegenzug begehrte Edelmetalle wie Gold und Silber aus dem anatolischen Hochland erhielt.
Aššur, das sich in dieser Zeit zu einer Drehscheibe des Handels entwickelte, dürfte seinen machtpolitischen Einfluss auf das unmittelbare Umland beschränkt haben.
Etwa um das Jahr wurde Karum durch eine bisher unbekannte Ursache zerstört, möglicherweise durch Spannungen zwischen den lokalen Fürsten.
Wie lange die Handelsbeziehungen in das anatolische Hochland daraufhin ruhten, lässt sich nicht mit Sicherheit sagen, man geht jedoch davon aus, dass der Handelsbetrieb wieder zeitnah aufgenommen wurde.

### Šamši-Adad I. und die Neuordnung von Nord-Mesopotamien
Die ersten großen Veränderungen im Bereich des politischen Machtbereiches in der altassyrischen Zeit führte Šamši-Adad I., welcher aus einem amurritischen Herrscherdynastie aus Ekallatum stammt, durch.
Nachdem dieser um 1830 v. Chr. den Thron in Ekallatum übernommen hatte, unterwarf er im Jahr 1808 v. Chr. Aššur, setzte den dort regierenden König Ērišum II. ab und erklomm selbst den dortigen Thron.
Nachdem er das gesamt nördliche Mesopotamien unter seine Herrschaft gebracht hatte, setzte er seine beiden Söhne Išme-Dagan in Ekallatum und Jasmach-Adad in Mari als Subregenten ein, während Šamši-Adad I. selbst Schechna als Residenz wählte und dieser anschließend ihren neuen Namen Šubat-Enlil („Wohnsitz des Gottes Enlil“) gab.
Nach dem Tod des Großkönigs Šamši-Adad I.(seine beiden Söhne trugen lediglich den Herrschertitel König) verfiel das Reich wieder rasch in die ehemaligen lokalen Fürstentümer.

### Ende der altassyrischen Zeit
Anschließend verfiel Nordmesopotamien in ein Zeitalter (1700–1500 v. Chr.), aus dem nur wenige Schriftfunde bekannt sind.
In der Endphase der altassyrischen Zeit wurde Aššur von den Mittani erobert und bis 1380 v. Chr. ein Vasallenstaat Mittanis, bis Eriba-Adad I. (1380–1354 v. Chr.) Aššur von den Mittani befreite und das Mittelassyrische Reich begründete.

## Archäologie
Archäologische Funde dieser Epoche stammen aus Kültepe, z. T. aus Aššur selbst, ferner aus Šubat-Enlil, Mari, Tuttul, Samsara sowie Tell al-Rimah.